# Титов, Леонид Алексеевич
Леонид Алексеевич Титов (22 декабря 1939, Новосибирск, СССР — 30 мая 2023, Омск, Россия) — артист, балетмейстер, заслуженный артист Российской Федерации (25 апреля 1995).

## Биография
Леонид Титов родился в Новосибирске.
Свой творческий путь начал в танцевальной группе Сибирского русского народного хора.
В 1964 году был принят в Государственный Омский русский народный хор.
В 1970 году параллельно с артистической карьерой он стал педагогом-репетитором.
С 1986 по 2013 годы Леонид Алексеевич Титов — главный балетмейстер Государственного академического Омского русского народного хора. Именно в этом прославленном коллективе раскрылся его яркий талант.
В своём творчестве Леонид Алексеевич следовал традициям и принципам, заложенным Е. В. Калугиной, Г. Н. Пантюковым, Я. А. Коломейским. Он с любовью сохранял постановки золотого фонда Омского хора, а также создавал новые неповторимые образы в танцах и вокально-хореографических композициях.
Будучи чрезвычайно целеустремленным и крайне требовательным к себе, он никогда не останавливался на достигнутом, постоянно вносил новые элементы в постановки, оттачивая их до совершенства. Большое внимание Леонид Титов уделял молодым артистам коллектива, стараясь передать им свой опыт и особую технику «вживания» в танец.
Завершив профессиональный путь в Омском хоре, Леонид Алексеевич начал работать с подрастающим поколением — стал балетмейстером образцовой хореографической студии «Солнышко». Юным танцорам помогал достичь высокого исполнительского мастерства.
Умер 30 мая 2023 года в Омске. Похоронен на Западном кладбище Омска.